# Ryan Gentles
 (juin 2025).
Pour les articles homonymes, voir Gentles.
Ryan Michael Gentles (né le 28 novembre 1977) est le manager du groupe de rock américain The Strokes et le responsable de la société Wiz Kid Management. Avant sa rencontre avec le groupe, il est chanteur et guitariste dans le groupe Timmsie's First Time, qui se dissout en 1995 puis du groupe The Selzers, qui disparaît en 2000.
Gentles rencontre les Strokes alors qu'il engageait des groupes pour le Mercury Lounge de New York. Admiratif de leur travail, il abandonne son emploi pour devenir leur manager. Considéré comme le sixième Stroke, il perçoit les mêmes revenus que les membres du groupe. En janvier 2008 il fait fusionner sa société avec celle de Danny Goldberg pour former Gold Village/Wiz Kid Management.